# جذب الکترومغناطیسی آب

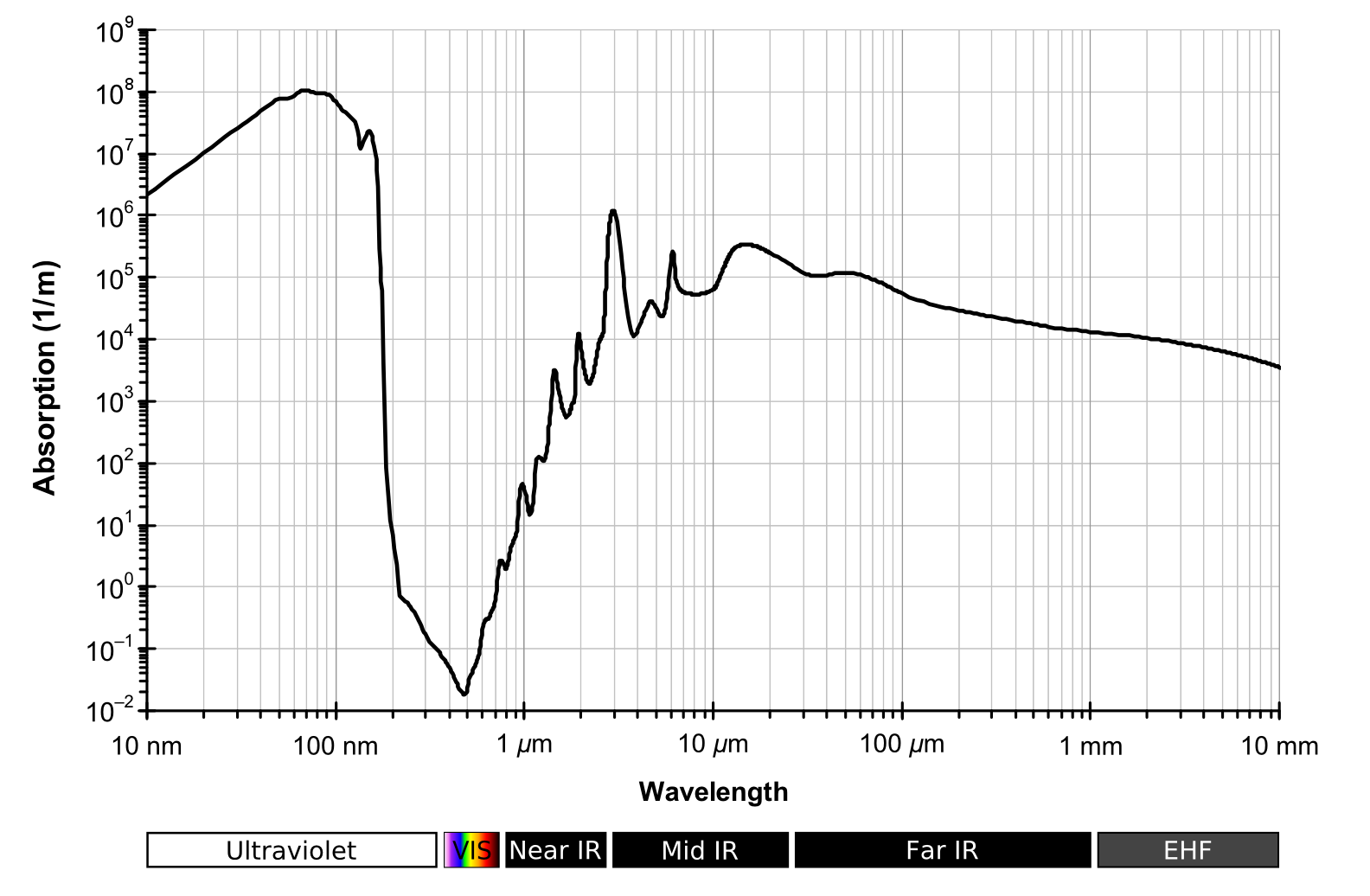
Liquid water absorption spectrum across a wide range

جذب الکترومغناطیسی توسط آب (انگلیسی: Electromagnetic absorption by water) یا؛ توانایی جذب تابش الکترومغناطیسی توسط آب، به چگونگی حالت آن آب بستگی دارد.
جذب در فاز گاز در سه منطقه از طیف رخ می‌دهد. انتقال چرخشی مسئول جذب در مایکروویو و مادون قرمز دور، تغییرات ارتعاشی در مادون قرمز میانی و نزدیک مادون قرمز است. نوارهای ارتعاشی دارای ساختار ریز چرخشی هستند. انتقال الکترونیکی در مناطق فرابنفش خلاء رخ می‌دهد.
آب مایع طیف چرخشی ندارد اما در ناحیه مایکروویو جذب می‌شود. جذب ضعیف آن در طیف مرئی منجر به رنگ آبی کم رنگ آب می‌شود.

## مرور اجمالی
مولکول آب، در حالت گازی، سه نوع گذار دارد که می‌تواند منجر به جذب تابش الکترومغناطیسی شود:
انتقال چرخشی، که در آن مولکول به مقدار کوانتومی از انرژی چرخشی دست می‌یابد. بخار آب جوی در دمای محیط و فشار باعث افزایش جذب در ناحیه دور مادون‌قرمز طیف، از حدود ۲۰۰ سانتی‌متر - ۱ (۵۰ میکرومتر) تا طول‌موج‌های بلندتر به سمت منطقه مایکروویو می‌شود.